# Mohamed Nekkache
 (avril 2011).
Si vous disposez d'ouvrages ou d'articles de référence ou si vous connaissez des sites web de qualité traitant du thème abordé ici, merci de compléter l'article en donnant les références utiles à sa vérifiabilité et en les liant à la section « Notes et références ».
Mohamed Ben El Hadj Ben Amar Nekkache (en arabe : محمد بن الحاج بن عمار النقاش), né en 1854 à Tlemcen et mort en 1942 à Nedroma, est un médecin algérien, le premier à se voir décerner un doctorat par une université occidentale. 

## Biographie
Le docteur Nekkache est né en 1854 à Tlemcen. C'est le petit-fils du caïd Nekkache qui, après le désastre de la colonne Montagnac à Sidi Brahim, refusa d’ouvrir les portes de Nedroma aux agents de l’Émir Abd el-Kader[réf. nécessaire].
Il fait ses études primaires à Nedroma puis se rend à Alger où il est élève du collège arabe et du lycée d’Alger. Après son baccalauréat, il est à Paris dans les années 1870 où il entreprend des études médicales. Il a comme enseignants Pasteur et Claude Bernard[réf. nécessaire].
Ancien interne de l'hôpital civil d'Alger et lauréat de l'Ecole de médecine d'Alger, Mohamed Nekkache soutient avec succès sa thèse de doctorat « sur les rétrécissements de l’œsophage et le cathétérisme de cet organe par la sonde de Colin » le 2 juin 1880 devant un jury de la faculté de médecine de Paris présidé par Aristide Verneuil. Sa thèse est citée dans le Traité de chirurgie de Simon Duplay et Paul Reclus (vol. 5, 1891).
S'inscrivant dans la lignée du docteur Aubrun (l'un des premiers à faire usage d'une telle méthode de médication, en 1859), il parvient à soigner 20 diphtériques sur 21 en utilisant du perchlorure de fer et du lait. Les résultats de ses travaux sont présentés au congrès d'Oran de 1888, organisé par l'Association française pour l'avancement des sciences, et lui valent une renommée internationale. Plusieurs publications médicales étrangères rapportent son traitement, y compris des journaux scientifiques américains (Medical Journal. À monthly journal of medecine and surgery : 1888, p. 329), allemands (Jahrbuch fur kinderheilkunde und physische erziehung : 1890, p. 164) et français (Revue des sciences médicales en France et à l’étranger : 1888, p. 757).
Le docteur Nekkache exerce à Mazouna dans la wilaya de Mostaganem puis à Oued Rhiou près de Relizane vers 1890. De 1906 jusqu'au début de la Seconde Guerre mondiale, il est dans la région de Tlemcen où il exerce tant à son cabinet de Hennaya qu'à l'hôpital militaire du Mechouar.
Le docteur Mohamed Nekkache décède le 19 décembre 1942 à Nedroma.
Le professeur Djilali Sari[Qui ?] consacre à ce médecin une rubrique dans son ouvrage intitulé « l'émergence de l'intelligentsia algérienne »  aux éditions ANEP, Alger 2006 ainsi qu'un article publié dans les Cahiers de Tunisie (tome 48, No 147-148, p. 225–231, 1988). Il met également en exergue son action de médecine sociale en assurant des soins gratuits aux Algériens démunis.